# Суторман
Суторман је планина у Црној Гори у општини Бар. Наставља се на Румију, од које је одвојен превојем Суторман. Највиши врхови планине су Широка Страница (1185) и Врсутa (1183 m). Дијелови Сутормана су обрасли четинарском шумом. Павле Ровински је записао да се на превоју између Црмнице и Бара налазила црква Светог Романа. Нико не зна када је порушена, а неколико пута је народ обнављао зидове. Турци су их редовно рушили, да Црногорци иза њих не би могли постављати засједе. Онда су чобани почели да је граде од сувомеђе. Назив ове цркве и планине су у вези, па је планина можда добила име по овом светитељу, чија је црква ту некада постојала (идентично је и са именима Суторина од Св. Ирина, Сутоморе од Св. Марија, Сутвара од Св. Варвара...). Ровински наводи податак и да су шуму са јужне стране Сутормана Турци посјекли, да би спријечили засједе , као и да је на Суторману у његово вријеме било шакала.